# وودیتسه (پروکوپیه)
وودیتسه (به صربی: Vodice) یک منطقهٔ مسکونی در صربستان است که در صربستان واقع شده‌است. وودیتسه ۲۳۰ نفر جمعیت دارد.